# Batman (игра, 1986)
Batman — 3D-изометрическая компьютерная игра в жанре приключенческий боевик, выпущенная в 1986 году Ocean Software для компьютеров Amstrad PCW, Amstrad CPC, ZX Spectrum, и MSX,. Это первая игра про Бэтмена, когда-либо созданная. После выпуска игра получила положительные отзывы, а вторая, не связанная с первой, игра про Бэтмена была выпущена двумя годами позже, под названием Batman: The Caped Crusader.

## Геймплей
Цель игры — спасти Робина, собирая семь частей корабля на воздушной подушке которые разбросаны вокруг Бэтпещеры. Геймплей происходит в трехмерной изометрической вселенной, который программист Джон Ритман и художник Берни Драммонд будут развивать в Head Over Heels в 1987 году, и отличается реализацией раннего примера системы сохранения игр, которая позволяет игрокам перезапускаться с промежуточной точки в игре после потери всех жизней, а не возвращаться полностью к началу (в этом случае это точка, в которой Бэтмен собирает «Бэтстоун»).

## Отзывы
| Иноязычные издания | Иноязычные издания |
| Издание            | Оценка             |
| ------------------ | ------------------ |
| Crash              | 93 %               |
| CVG                | 37/40              |
| Sinclair User      | [ 7 ]              |
| Your Sinclair      | 9/10               |
| Your Computer      | [ 9 ]              |
| Награды            |                    |
| Издание            | Награда            |
| Crash              | Crash Smash        |
| Sinclair User      | SU Classic         |
| Your Sinclair      | MegaGame           |
| ZX Computing       | Monster Hit        |

Бэтмен был хорошо принят видеоигровой прессой в то время. Crash дал ему рейтинг 93 %, Your Sinclair поставил ему 9/10 и Sinclair User дал ему пять звезд и оценил его как «классика». Игра заняла 2-е место в британских хит-парадах по итогам World Cup Carnival.

## Ремейки
Бесплатный ремейк, названный Watman, был выпущен для DOS в 2000 году. Ремейк под названием GWatman также был написан для Game Boy Advance.
Ремейк для ПК был сделан Retrospec.
Ремейк для MSX2 был выпущен AAMSX и FX Software на MSX RU в 2014 году.